# Église Saint-Cricq de Parleboscq
L'église de Saint-Cricq est un lieu de culte catholique situé sur la commune de Parleboscq, dans le département français des Landes. Elle fait l’objet d’une inscription au titre des monuments historiques depuis le 2 juillet 1973. Elle est l'une des sept églises de la commune.

## Présentation
L'église de Saint-Cricq est bâtie en pierre; Elle est pourvue d'un robuste clocher-tour flanqué d'une tourelle octogonale rajoutée au XVIe siècle. La date de réfection de la voûte apparaît sur une clé : 1749. L'édifice est inscrit aux Monuments Historiques. Elle a été construite aux XIIIe au XVIe siècle et restaurée au XVIe siècle et en 1999 (durée des travaux : 10 ans).